# Zenit-2 3
Zenit-2 3 – niedoszły radziecki satelita rozpoznawczy programu Zenit. Trzecia próba wysłania satelity zwiadowczego serii Zenit.
Ważący 4610 kg statek – zaadaptowany pojazd załogowy Wostok – wystartował na rakiecie Wostok 8A92 z kosmodromu Bajkonur w dniu 1 czerwca 1962, o godzinie 09:38 GMT. Start nie powiódł się. W 1,8 sekundy po starcie, awarii uległ silnik Bloku B (jeden z silników dodatkowych członu głównego). Rakieta rozbiła się 300 metrów od stanowiska startowego, poważnie je uszkadzając. Z tego powodu załogowe misje Wostok 3 i 4 nie mogły się odbyć wcześniej niż przed końcem lipca 1962.
Start oznaczono w katalogu COSPAR, jako 1962-F06.
Inne oznaczenia misji: 11F61 3, 2K 3.